# حركة الناصريين المستقلين - المرابطون
حركة الناصريين المستقلين، «المرابطون» هي حركة سياسية عسكرية لبنانية تتبع التيار الناصري الذي يؤمن بوحدة الوطن العربي وببيئة حرة وذات نظام اشتراكي. وكان لذراعها العسكري، المرابطون، الدور الفعال مع الحركة الوطنية اللبنانية خلال الحرب الأهلية اللبنانية وحتى تصفيتها عام 1984 م.

## التاريخ

### البدايات
مؤسس الحركة هو السياسي اللبناني إبراهيم قليلات، المعروف شعبياً بأبي شاكر، ذي التوجه الناصري. كانت أول مشاركاته السياسية والنضالية عام 1956 في مصر دعماً لعبد الناصر عند تأميم القناة، إذ التحق بمعسكر أبو قير كجندي في جيش جمال عبد الناصر. ثم عاد إلى لبنان ليشارك عام 1958 بالثورة ضد الرئيس اللبناني كميل شمعون داعماً للموقف الناصري العروبي ضد جماعة حلف بغداد. وبقي يعمل بالسياسية بطريقة أو أخرى لفترات طويلة. وعام 1967، بعد خروجه من السجن بتهمة التحريض على قتل صحافي مناهض لعبد الناصر، ألّف جماعة الناصريين المستقلين مِمَن قدروا نضاله ومبادئه الناصرية.

### الحركة الوطنية والحرب الأهلية
في عام 1975 انضم الناصريون المستقلون إلى الحركة الوطنية اللبنانية بزعامة كمال جنبلاط، وشارك مقاتلوها في التحالف مع قوات الحركة الوطنية في المعارك ضد ميليشيات الجبهة اللبنانية اليمينية بزعامة كميل شمعون وبيار الجميل، خصوصاً في بيروت الغربية وعيون السيمان. وكان معظم مقاتليها في البداية من أبناء بيروت الذين أرادوا الدفاع عن أحيائهم. واكتسبت الحركة شهرة شعبية بعد انتصاراتها المدوية في معارك الفنادق في بيروت أمام ميليشيات الجبهة اللبنانية اليمينية والتي عرفت بمعركة تحرير الهوليداي أن-القطاع الرابع. واستقطبت الكثير من المقاتلين إلى صفوفها. فأصبحت ميليشيا الحركة، التي سميت بقوات المرابطون تيمنا بفاتحي الأندلس، من أكبر الميليشيات الوطنية على صعيد لبنان كافة. في عام 1987 كان ناشطو الحركة يتألفون من نسبة 45% من المسلمين السنة و45% من المسلمين الشيعة و8% من الدروز و2% من المسيحيين. لكن هذه النسب تغيّرت بعد بروز تيار المستقبل كقوة فاعلة بين السنة وحزب الله بشعاره كمقاومة ذات صبغة طائفية مما أدّى إلى استقطاب العديد من عناصر الحركة في ظل الاستقطاب الطائفي والفرز المذهبي. من موقعها الوطني والقومي العروبي قامت الحركة بحماية المواطنين المسيحيين وممتلكاتهم وحريتهم الشعائرية الدينية للمواطنين المسيحيين القاطنين ضمن مناطق سيطرتها عامة وبشكل خاص في بيروت على اختلاف طوائفهم حيث استشهد 3 مرابطين كانوا يقومون بتأمين المواد الغذائية للمواطنين المسيحيين في حي المزرعة في بيروت.

### الاجتياح الإسرائيلي وحصار بيروت
ربطتها علاقة وطيدة بحركة فتح. وفي تاريخها العسكري، شاركت في مقاومة الاجتياح ثم الاحتلال الإسرائيلي. عُرف عنها مقاومتها الاجتياح ثم الاحتلال الإسرائيلي للبنان والعاصمة سنة 1982 وخصوصا على محاور المرفأ والمتحف  حيث تصدت لهجوم إسرائيلي كبير في الرابع من آب عام 1982.وقد أشار الشاعر والمؤرخ الفلسطيني الشهير (عز الدين المناصرة) في كتابه (قصة الثورة الفلسطينية في لبنان 1972-1982) - إلى دور المرابطين في معركة المتحف خلال حصار بيروت. وقال بأن (شقيق زوجته= طارق عبد الكريم عبد الرازق) كان عضوا في تنظيم المرابطين وهو من أب فلسطيني من عكا ومن أم لبنانية. كان يعمل سائقا لسيارة إسعاف لدى المرابطين واستشهد عام 1983 عندما اختطفته ميليشيا حزب الكتائب. وأشار الشاعر الفلسطيني الشهير (عز الدين المناصرة) في كتابه (قصة الثورة الفلسطينية في لبنان 1972-1982) إلى دور المرابطين في معركة المتحف صيف حصار بيروت عام 1982.
نقل الروائي الفلسطيني رشاد أبو شاور صورة عن تصدّي المرابطين لقوات الغزو الإسرائيلية في كتابه «آه يا بيروت».

لقد لام أحد القادة، في اجتماع للقيادة المشتركة «المرابطين» لأنهم اشتبكوا مع القوات الصهيونية التي تحاصر بيروت ووصف هذه الاشتباكات بأنها عمليات قشرة، وطالب بعمليات في العمق. أي عمق ونحن والعدو وجهاً لوجه؟
يا للمنظرين العميقين!!
إنَّني أشهد بأنَّ روح المرابطين ومن خلال معرفتي العميقة بقيادتهم، خاصة الأخ إبراهيم قليلات هي روح انقضاض، روح اشتباك، روح هجوم... لكن الذين يريدون عمليات في العمق، وراء خطوط العدو، لا يوضحون لماذا يجب علينا من داخل بيروت أن نقوم بهذه العمليات، بينما ألوف المقاتلين ما زالوا في عاليه وبحمدون؟!!

وينقل بعضاً من صور محور المتحف، حيث يقول:

إنَّ الآلة الأمريكية والصهيونية قادرة على إرسال البوارج والطائرات وإطلاق الصواريخ... ولكنها لا تعرف أنه في بيروت توجد أُم أحمد. وأُم بشارة.. و... ما لا تفهمه الكمبيوترات.
أمام مستشفى البربير، وراء متراس رملي هائل تتمترس دبابتان ت-34 للمرابطون. إنَّهما تشتبكان كل يوم تقريباً، رغم تحليق الطائرات. أحد قادة هذا الموقع الهام الذي يسيطر على طريق المتحف هو بائع خضار. وفي مرات كثيرة تراه يترك بسطته ويأخذ في إعطاء الأوامر، وهو يمزج أوامره بشتائم بيروتية لا تخطر على بال. فما رأي الآلهة الأمريكية، والأساطير الصهيونية التوراتية؟!!
لقد انفجر مدفع إحدى الدبابتين، لكن ال ت-34 الثانية ما زالت تقاتل، ما زالت تشتبك.

في نفس الكتاب يروي عن لسان صلاح خلف «أبو إياد»:

-الحركة الوطنية لا تقوم بالدور المطلوب، وإن كان الوضع يتحسن بعض الشيء.. يجب أن تعلموا أن مخازن الأسلحة عند بعض أطراف الحركة الوطنية مغلقة، والوحيد الذي سلاحه فوق الأرض هو إبراهيم قليلات، أبو شاكر.

### انتفاضة السادس من شباط 1984
شاركت وحدات المرابطين بالمعارك التي أدت لطرد الألوية الموالية للرئيس اللبناني أمين الجميل في السادس من شباط عام 1984، وهي المعارك التي عرفت بانتفاضة السادس من شباط حيث تولّت الدفاع عن محور المزرعة-البربير وتحريره من اللواء العاشر كما شكّل مقاتلوا المرابطون خط الاستراتيجي من البربير مرورا برأس النبع خط الشام وصولا إلى محور السوديكو. وقامت ميليشيات الأحزاب اليسارية بالإضافة إلى حركة أمل بتولّي محاور أخرى.

### تراجع نفوذ الحركة
ومع خروج القوات الفلسطينية من لبنان، فقدت الحركة أكبر حليف لها بخروج منظمة التحرير الفلسطينية من بيروت. دخلت بعد ذلك في عدة صراعات مع القوى الأخرى للسيطرة على بيروت الغربية. وفي آذار من عام 1985 قامت ميليشيا الحزب التقدمي الاشتراكي بالهجوم على مواقع الحركة واحتلت المركز الرئيس في جامع جمال عبد الناصر ومبنى إذاعة صوت لبنان العربي الناطقة باسم الحركة. وفي نيسان 1985 اندلعت اشتباكات بين قوات المرابطون وميليشيا حركة أمل. وبعد أن مالت الكفّة لصالح قوات المرابطون أمر زعيم الحزب التقدمي الاشتراكي قوات الحزب وقوات الحزب الشيوعي اللبناني بالقتال إلى جانب حركة أمل رغم العداء بين الحزبين وأمل. أثناء هجوم الحزب التقدمي الاشتراكي الأول كان رئيس الحركة خارج لبنان وآثر البقاء هناك حتى اليوم بالرغم من التغيرات السياسية المتتالية على لبنان. أدت تصفية الحركة عسكريا لتراجعها عن العمل العلني.

### الحركة بعد نهاية الحرب الأهلية
أعلنت الحركة سنة2001 عودتها إلى الساحة السياسية وقامت بافتتاح عدة مكاتب لها في المحافظات اللبنانية وانضم إلى صفوفها عدد كبير من المواطنين والعائلات. وشددت الحركة عودتها إلى ثوابتها القائمة على أسس وطنية غير مناطقية أو مذهبية أو طائفية.
قامت عدة محاولات لاستغلال اسم وتاريخ الحركة وكان أبرز هذه المحاولات إنشاء مجموعة تحمل نفس الاسم مدعومة من تيارات مختلفة. واستمرارا في محاولات إضعاف نفوذ المرابطين، تم توجيه الاتهام لمجموعة من عناصر المرابطين بعد العثور على مخزن أسلحة يعود معظمها للعام 1982.

### أحداث أيار 2008
خلال أحداث أيار 2008، قامت الحركة بمحاربة تيار المستقبل واحتلت مكتبين له، ثم أعادت الحركة المكتب الأول إلى مالكيه وسلمت المكتب الآخر إلى الجيش اللبناني. التزمت الحركة بقرار الحكومة اللبنانية وقامت بإزالة الصور والشعارات والجداريات من شوارع بيروت للتخفيف من الاحتقان السياسي.

## مؤسسات الحركة

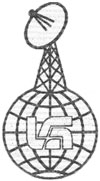
صوت لبنان العربي 1976-1985

شكّلت حركة الناصريين المستقلين جهاز خدمة الدفاع المدني المعروف باسم جمعية الهلال الأحمر اللبناني.

### إعلام الحركة
أسّست الحركة أثناء الحرب الأهلية إذاعة صوت لبنان العربي التي كانت تبث من المركز الرئيسي للحركة في حي أبو شاكر ببيروت.
كما بثّت برامج تلفزيون لبنان العربي أثناء الاجتياح الإسرائيلي للبنان وحصار العاصمة بيروت سنة 1982.
بدأ موقع الحركة الرسمي عام 2008 ببث إذاعي على الإنترنت تحت اسم صوت لبنان العربي.
كما بدأت الحركة بإصدار أسبوعية الراصد على شبكة الإنترنت  بعد أن نالت القبول القانوني للنشر في بداية 2009 على أن يتم توزيع نسخة مجانية مطبوعة بدءاً من شهر نيسان.

## واقع الحركة
إن الحركة اليوم وتحت قيادة إبراهيم قليلات تقوم بدورها في تثبيت نهجها في العمل السياسي من أجل تحرير الأراضي الفلسطينية ورفع راية القومية العربية والتكامل العربي بدءا بالاقتصاد وانتهاء بتفعيل اتفاقية الدفاع المشترك المنصوص عليها في ميثاق جامعة الدول العربية. ورغم قلة عدد أعضائها اليوم، إلا أنها قامت بالمشاركة بكل التحديات منذ إعادة أعلان متابعة العمل السياسي العلني عام 2001 وحتى اليوم. وفي 21 آذار 2010 كان لرئيس الحركة إطلالة إعلامية صوتية تعتبر الأولى منذ 25 سنة التي أكّد فيها على ثوابت إستراتيجية عمل حركته المستقبلي[بحاجة لمصدر].كما يتابع من موقعه القيادي التطورات السياسية في لبنان والمنطقة وخاصة عودة دور مصر الفاعل على الصعيد الاستراتيجي العربي مما يحتّم طبيعة التواصل والالتقاء مع القيادات السياسية والعسكرية لجمهورية مصر العربية.

## وصلات خارجية
- موقع حركة الناصريين المستقلين - قوات المرابطون
- موقع حركة الناصريين المستقلين المرابطون
- -موقع مجلة الراصد
- عزالدين المناصرة: (الثورة الفلسطينية في لبنان 1972-1982).